# Xenococcus schousboei
Xenococcus schousboei é uma espécie de alga pertencente à família Xenococcaceae.
A autoridade científica da espécie é Thuret, tendo sido publicada em Notes algologiques recueil d'observations sur les algues. Fasc. 2. pp. 73-196, pls XXVI-L. Paris: G. Masson, no ano de 1880.
Trata-se de uma espécie marinha, com registo de ocorrência em Portugal.

## Sinónimos
Possui um sinónimo homotípico, Dermocarpa schousboei.